# Agha Ibrahim Akram
Agha Ali Ibrahim Akram (en ourdou : آغا علی ابراہیم اکرم), né le 22 septembre 1923 à Ludhiana (Raj britannique) et mort en 1989 au Pakistan, est un militaire, érudit et diplomate pakistanais.

## Biographie

### Famille et éducation
Fils d'un policier indien, il est né le 22 septembre 1923 à Ludhiana. Lors de la partition des Indes, Agha, dont l'ensemble de la famille est musulmane, choisit logiquement de rejoindre le Pakistan, où il avait fait ses études militaires avant de rejoindre l'armée indienne britannique en 1942.

### Carrière militaire
Agha Ibrahim Akram prend part à la Seconde Guerre mondiale (lors de laquelle il est stationné en Birmanie) ainsi qu'aux trois premières guerres indo-pakistanaises,.
Sous la présidence de Zulfikar Ali Bhutto, Agha Ibrahim Akram atteint le rang de lieutenant-général (en) de l'armée de terre pakistanaise, le troisième grade le plus élevé de la hiérarchie militaire du pays. Cependant, après le coup d'État de 1977 et l'arrivée au pouvoir du général Zia, il est contraint de prendre sa retraite.

### Travaux académiques
De septembre 1960 à novembre 1965, il enseigne l'histoire militaire au Command and Staff College (en) de Quetta. C'est durant cette période qu'il se rend compte du manque de littérature détaillée sur l'histoire militaire de la civilisation islamique. Un manque qu'Agha s'emploie à combler dans les années suivantes en apprenant l’arabe, le persan et l’espagnol et en effectuant plusieurs visites sur le terrain. Il inspecte ainsi plusieurs champs de bataille historiques au Bilad el-Cham, en Irak et en Arabie saoudite. Le produit de ces cinq premières années de labeur est son livre L’épée d’Allâh, une biographie panégyrique du général Khalid ibn al-Walid, compagnon du prophète de l'islam Muhammad et stratège invaincu au combat. Édité en anglais par la National Publishing House de Rawalpindi, il est rapidement traduit dans de nombreuses langues (ourdou, arabe, allemand, malais et indonésien) lui permettant de rencontrer un succès fulgurant dans le monde musulman, au point de devenir un incontournable de l'enseignement militaire dans certains pays comme le sien ou la Malaisie.
Nommé délégué militaire du Pakistan à Ankara, dans le cadre du pacte de Bagdad, il profite de cette position pour mener des recherches dans l'Iran voisin. Ces dernières lui permettront de sortir un second ouvrage consacré à La conquête musulmane de la Perse en 1974.
Agha accélère son rythme de publication et sort un troisième livre, cette fois-ci sur La conquête musulmane de l’Égypte et de l’Afrique du Nord, en 1977. Pour le rédiger, il a continué son travail de terrain en se rendant en Égypte ainsi qu'en Tunisie.
Officiant comme ambassadeur du Pakistan en Espagne de la fin des années 1970 au début des années 1980, il profite une nouvelle fois d'un poste officiel pour mener à bien son travail d'historien, en particulier la rédaction du dernier opus de sa saga historique : La conquête musulmane de l’Espagne. Développant une véritable fascination pour l'Andalousie médiévale au cours de son séjour dans la péninsule ibérique, il décide de se lancer dans la rédaction d'une nouvelle saga historique traitant exclusivement de l'Espagne musulmane, de la bataille du Guadalete en 711 à la chute de Grenade en 1492. Deux nouveaux livres (Le faucon de Quraysh sur l'émir Abd al-Rahman Ier et La montée de Cordoue publiée en 1986) sortent dans le cadre de cette série, inachevée en raison de la mort d'Agha Ibrahim Akram en 1989.
Agha Ibrahim Akram est le fondateur de l'Institut d’études régionales (en), qu'il préside de mars 1982 jusqu'à sa mort.